# Herbert Albrecht (Ringer)

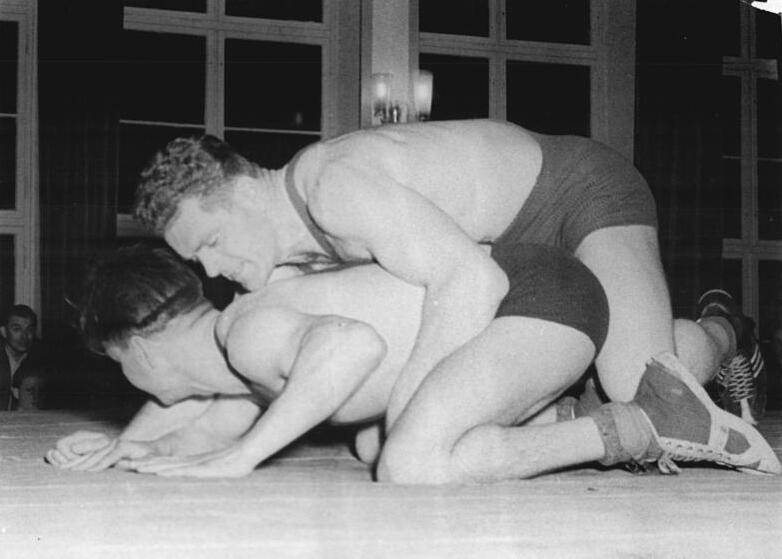
Albrecht besiegt den Leipziger Maier und wird mit SC Motor Zella-Mehlis DDR-Mannschaftsmeister 1959

Herbert Albrecht (* 18. Januar 1925 in Suhl; † 3. November 1997) war ein deutscher Ringer.

## Werdegang
Herbert Albrecht wuchs in Albrechts bei Suhl auf. Von frühester Jugend an zog es den Arbeitersohn zu dem dort sehr populären Ringen. Es dauerte nicht lange, bis er auf regionalen Wettkämpfen in der Jugendklasse Preise gewann. 1943 wurde er deutscher Jugendmeister, ehe er noch bis 1945 Militärdienst leisten musste. Er überlebte den Krieg unbeschadet. Nach Kriegsende setzte er seine sportliche Karriere fort und startete mit viel Erfolg bei den damals noch stattfindenden gesamtdeutschen Meisterschaften, die der westdeutsche Athleten-Bund mit der Abteilung Schwerathletik des Deutschen Sportausschusses bis 1954 veranstaltete. Außerdem trat er ab 1949 bei den DDR-Meisterschaften an. Von Albrechts zum SC Motor Zella-Mehlis delegiert, erreichte er auch bei internationalen Meisterschaften noch einige sehr gute Ergebnisse. Begründet durch die politische Situation im Nachkriegsdeutschland konnte er jedoch erst 1955, inzwischen dreißigjährig, erstmals an einer solchen Meisterschaft teilnehmen. 1960 konnte er sich auch für die gesamtdeutsche Olympiamannschaft in Rom qualifizieren. Dabei verwies er im griechisch-römischen Stil im Halbschwergewicht Fritz Dirscherl aus Kelheim und Heinz Eichelbaum aus Oberhausen auf die Plätze. Seine letzte internationale Meisterschaft bestritt er 1963, im Alter von 38 Jahren und trat gegen den Weltmeister aus der Sowjetunion Rostom Abaschidse und dem späteren schwedischen Weltmeister Per Svensson an.
Nach Beendigung seiner Laufbahn als aktiver Ringer war er noch jahrelang als Trainer aktiv. Eine besondere Freude für ihn war, dass sein Sohn Fredi Albrecht in seine Fußstapfen trat und ebenfalls ein hervorragender Ringer wurde und es bis zum Vizeweltmeister brachte.
Herbert Albrecht war Lehrausbilder in der Lehrwerkstatt des VEB „Simson“ in Suhl.

## Internationale Erfolge
| Jahr | Platz | Wettbewerb                               | Stil | Gewichtsklasse | Ergebnisse |
| 1951 | 2.    | Welt-Jugendfestspiele in Berlin          | GR   | Halbschwer     | hinter August Englas, Sowjetunion, und vor Constantin Popescu, Rumänien |
| 1953 | 4.    | Welt-Jugendfestspiele in Bukarest        | GR   | Halbschwer     | hinter Walentin Nikolajew, Sowjetunion, János Sólyom, Ungarn und Corneanu, Rumänien                                                                                           |
| 1955 | 3.    | Welt-Jugendfestspiele in Warschau        | GR   | Halbschwer     | hinter Arkadi Tkatschew, Sowjetunion und Harencik, Tschechoslowakei |
| 1955 | 11.   | WM in Karlsruhe                          | GR   | Halbschwer     | nach Niederlagen gegen Karl-Erik Nilsson, Schweden und Veikko Lahti, Finnland                                                                                                 |
| 1958 | 2.    | "Werner-Seelenbinder"-Turnier in Leipzig | GR   | Halbschwer     | hinter Rostom Abaschidse, UdSSR, Sroka, Polen |
| 1958 | 6.    | WM in Budapest                           | GR   | Halbschwer     | mit Sieg über Walter Kleemann, Dänemark, einem Unentschieden gegen Jiří Kormaník, Tschechoslowakei und einer Niederlage gegen György Gurics, Ungarn                           |
| 1959 | 1.    | Intern. Turnier in Greiz                 | GR   | Halbschwer     | vor Stig Persson, Schweden und Günter Pötsch, DDR |
| 1959 | 4.    | WM in Teheran                            | F    | Schwer         | mit Siegen über Kaoru Ishiguro, Japan und Felix Neuhaus, Schweiz und Niederlagen gegen Hamit Kaplan, Türkei und Ljutwi Dschiber Achmedow, Bulgarien                           |
| 1960 | 9.    | OS in Rom                                | GR   | Halbschwer     | mit Siegen über Howard George, USA und Rune Jansson, Schweden und Niederlagen gegen Giwi Kartosia, Sowjetunion und Antero Vanhanen, Finnland                                  |
| 1961 | 5.    | WM in Yokohama                           | F    | Halbschwer     | mit Siegen über Sajan Singh, Indien und R. Nola, Neuseeland und Niederlagen gegen Daniel Brand, USA und Gholamreza Takhti, Iran                                               |
| 1961 | 6.    | WM in Yokohama                           | GR   | Halbschwer     | mit einem Unentschieden gegen Daniel Brand und Niederlagen gegen Tevfik Kış, Türkei und György Gurics                                                                         |
| 1963 | 6.    | WM in Helsingborg                        | GR   | Halbschwer     | mit Siegen über Egil Knudsen, Norwegen und Johann Meilhammer, BRD, einem Unentschieden gegen Per Svensson, Schweden und einer Niederlage gegen Rostom Abaschidse, Sowjetunion |

## Deutsche A-Jugend-Meisterschaft
| Jahr | Platz | Stil | Gewichtsklasse | Ergebnis                                              |
| 1943 | 1.    | GR   | über 70 kg     | vor O. Müller, Bamberg und Glienkowski, Niedersachsen |

## Wichtigste Länderkämpfe
| Jahr | Begegnung              | Gewichtsklasse | Ergebnis                                |
| 1951 | DDR – Tschechoslowakei | Halbschwer     | Punktsieger über Bily                   |
| 1951 | DDR – Tschechoslowakei | Schwer         | Punktniederlage gegen Josef Ruzicka     |
| 1951 | Rumänien – DDR         | Halbschwer     | Punktsieger über Ovidin Forai           |
| 1951 | Bulgarien – DDR        | Halbschwer     | Punktsieger über Atanassow              |
| 1951 | Ungarn – DDR           | Schwer         | Punktniederlage gegen Solyom            |
| 1952 | DDR – Rumänien         | Schwer         | Punktsieg über Ovidin Forai             |
| 1955 | Tschechoslowakei – DDR | Halbschwer     | Punktniederlage gegen Harencik          |
| 1955 | Tschechoslowakei – DDR | Halbschwer     | Punktsieg über Crbatu                   |
| 1959 | Saarland – DDR         | Halbschwer     | unentschieden gegen Ottmar Sonnhalter   |
| 1959 | Saarland – DDR         | Halbschwer     | Punktniederlage gegen Ottmar Sonnhalter |
| 1960 | CSSR – DDR             | Halbschwer     | Punktniederlage gegen Kormanik          |
| 1960 | DDR – Schweden         | Halbschwer     | Punktniederlage gegen Rune Jansson      |

## Gesamtdeutsche Meisterschaften
| Jahr | Platz | Stil | Gewichtsklasse | Ergebnisse                                                                                 |
| 1949 | 4.    | GR   | Halbschwer     | hinter Max Leichter, SG Eckenheim, Hönninger, Freising und Alfred Röttgen, AC Olympia Köln |
| 1950 | 3.    | GR   | Halbschwer     | hinter Albert Ferber, VfK Schifferstadt und Herbert Krauskopf, SG Eckenheim                |
| 1951 | 1.    | F    | Halbschwer     | vor Martin Merle, ASV Rheinhausen und Fritz Krämer, ASV Lampertheim                        |
| 1952 | 1.    | GR   | Halbschwer     | vor Karl-Heinz Schlohbohm, Hamburg und Walter Schlegelmilch, Zella-Mehlis                  |
| 1953 | 3.    | GR   | Halbschwer     | hinter Fritz Dirscherl, ATSV Kelheim und Herbert Börsig, Köln                              |
| 1954 | 1.    | GR   | Halbschwer     | vor Fritz Dirscherl und Herbert Börsig                                                     |

## DDR-Meisterschaften
| Jahr | Platz | Stil | Gewichtsklasse | Ergebnisse                                                                     |
| 1949 | 1.    | GR   | Halbschwer     | vor Faudel, Berlin und Malecki, Leipzig                                        |
| 1950 | 1.    | GR   | Halbschwer     | vor Gerhard Strumpf, Berlin-Nord und Kuhnow, Berlin-Nord                       |
| 1951 | 1.    | GR   | Halbschwer     | vor Gerhard Strumpf, Berlin und Unger Aktivist Neuölsnitz                      |
| 1951 | 1.    | F    | Halbschwer     | vor Baback, Halle (Saale)                                                      |
| 1952 | 1.    | GR   | Halbschwer     | vor Becker, SC Rotation Greiz und Gütter, Sachsen                              |
| 1953 | 1.    | GR   | Schwer         | vor Adolf Sillmann, SC Motor Suhl und Martin Lässig, SC Motor Gera             |
| 1953 | 1.    | F    | Schwer         | vor Adolf Sillmann und Günter Kielhorn, SC Chemie Halle                        |
| 1954 | 1.    | GR   | Halbschwer     | vor Fritz Fleischhauer, SC Motor Artern und Günter Keil, SG Dynamo Luckenwalde |
| 1954 | 1.    | F    | Schwer         | vor Günter Kielhorn, SC Chemie Leuna und Adolf Sillmann, Zella-Mehlis          |
| 1955 | 1.    | GR   | Schwer         | Arnulf Thomas, SC Dynamo Grimmen und Horst Czech, KVP Vorwärts Torgau          |
| 1956 | 1.    | GR   | Halbschwer     | vor Hermann Borchers, SC Leipzig und Günter Pötsch, SC Motor Jena              |
| 1957 | 1.    | GR   | Halbschwer     | vor Hartmut Fleischhauer, SC Motor Artern und Günter Pötsch                    |
| 1958 | 1.    | GR   | Halbschwer     | vor Günter Pötsch und Hans-Joachim Kalsky, Motor Stralsund                     |
| 1959 | 1.    | GR   | Halbschwer     | vor Hermann Borchers und Kurt Nohr, Motor Magdeburg                            |
| 1960 | 1.    | GR   | Halbschwer     | vor Hermann Borchers und Günter Pötsch                                         |
| 1961 | 1.    | GR   | Halbschwer     | vor Hermann Borchers und Siegfried Neufang, SC Lok Leipzig                     |
| 1963 | 1.    | GR   | Halbschwer     | vor Günter Schmidt, ASK Vorwärts Rostock und Günter Pötsch                     |
| 1964 | 1.    | GR   | Halbschwer     | vor Jürgen Klinge, SC Lok Leipzig und Hans Täsch, SC Dynamo Bitterfeld         |

Erläuterungen
- GR = griechisch-römischer Stil, F = freier Stil
- OS = Olympische Spiele, WM = Weltmeisterschaft
- Halbschwergewicht bis 1961 bis 87 kg, Schwergewicht über 87 kg; ab 1962 Halbschwergewicht bis 97 kg und Schwergewicht über 97 kg Körpergewicht